# Lomme (plaats)
Lomme (Nederlands: Olm) is een deelgemeente (commune associée) in het Franse departement Nord, verbonden aan de gemeente Rijsel. Lomme ligt in de westelijke rand van de stad, aan de andere kant van de Deule. In 2000 werd Lomme een commune associée van Rijsel. Enkele belangrijke wijken van Lomme zijn Canteleu en Le Marais.

## Geschiedenis
In de vroege middeleeuwen heette de plaats Madringhem. Een oude vermelding van Ulma (ulmus = olm; met agglutinatie van het lidwoord wordt dat Lomme) dateert uit 1066, in een akte van Boudewijn V van Vlaanderen. De plaats groeide uit langs de weg van Rijsel naar Armentiers. In de 19de en 20ste eeuw ontwikkelde Lomme zich als een industriële voorstad van Rijsel.

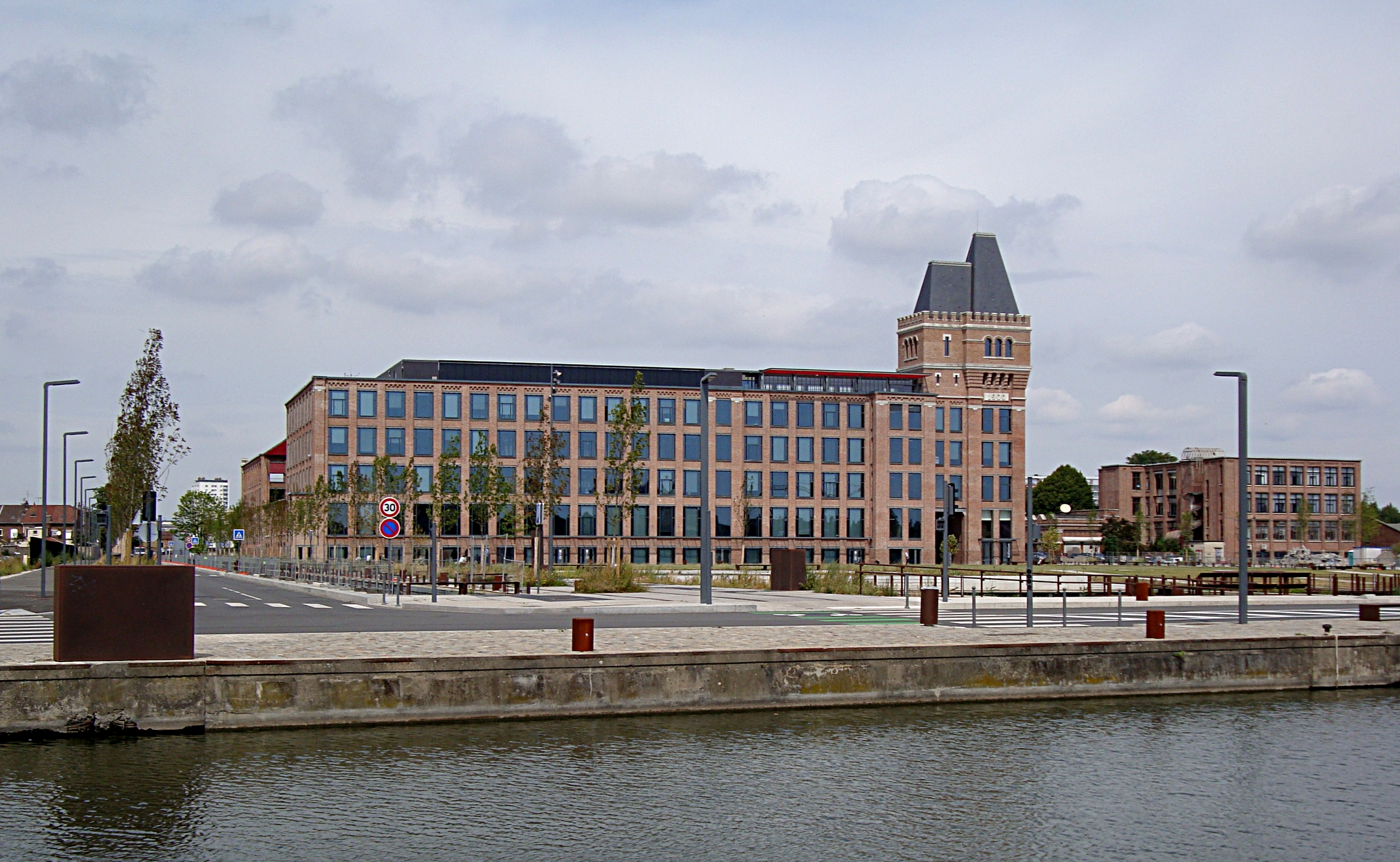
Site Euratechnologies